# Velîkîi Pereviz, Șîșakî
Velîkîi Pereviz (în ucraineană Великий Перевіз) este localitatea de reședință a comunei Velîkîi Pereviz din raionul Șîșakî, regiunea Poltava, Ucraina. În secolul al XIX-lea, satul Velîkîi Pereviz făcea parte din volostul Baranov, uezdul Mirhorod.

## Demografie
Componența lingvistică a localității Velîkîi Pereviz
     Ucraineană (98,19%)
     Rusă (1,81%)
Conform recensământului din 2001, majoritatea populației localității Velîkîi Pereviz era vorbitoare de ucraineană (98,19%), existând în minoritate și vorbitori de rusă (1,81%).